# Gary Francione
Gary Lawrence Francione (24 de mayo de 1954) es profesor de Derecho en la Universidad Rutgers de Nueva Jersey (Estados Unidos). Fue el fundador y director del Rutgers Animal Rights Law Centre. Es especialista en derechos de los animales y uno de los pioneros en la teoría abolicionista de derechos de los animales no humanos. Considera que el movimiento reformista por el bienestar de los animales no humanos es erróneo en la teoría y la práctica, pues los animales son en la actualidad considerados como una propiedad más. Francione considera que el movimiento abolicionista debe tener una línea de demarcación moral en el veganismo, rechazando el consumo de cualquier producto de origen animal. Sus trabajos sobre los animales se han centrado en tres temas: (1) el estatus de los animales no humanos como propiedad, (2) las diferencias entre derechos animales y bienestar animal, y (3) una teoría de los derechos animales basada en la sola sintiencia.

## El estatus de los animales como propiedad
En Animals, Property, and the Law (1995), Francione argumenta que, a causa de que los animales no humanos sean propiedad de los humanos, las leyes que supuestamente requieren un tratamiento humano y prohíben infligir daño innecesario no proveen ningún nivel significante de protección para los intereses de los animales no humanos. En su mayor parte estas leyes y regulaciones requieren solo que los animales no humanos reciban el nivel de protección que es requerido para su uso como propiedad humana. Los animales no humanos solo tienen valores como comodidades, y sus intereses no son tenidos en cuenta en un sentido moral. Como resultado de esto, a pesar de haber leyes que supuestamente protegen a los animales no humanos, Francione considera que tratamos a los animales no humanos de una manera que sería considerada tortura si los humanos la sufrieran. Por último, Francione añade que hay una serie de poderes legales, sociales y económicos opuestos a reconocer los intereses de los animales no humanos a menos que ello suponga un beneficio económico para las personas.

## Las diferencias entre derechos animales y bienestar animal
En Rain Without Thunder: The Ideology of the Animal Rights Movement (1996), Francione explica que hay diferencias significativas en la teoría y la práctica entre los derechos animales (que requieren la abolición de la explotación animal) y el bienestar animal (que acepta regular la explotación para hacerla más humana). La posición abolicionista defiende que no se puede justificar el uso de animales no humanos, mientras que la postura regulacionista acepta que el uso en determinadas circunstancias es aceptable.
Francione denomina neobienestaristas a quienes defienden los derechos animales pero apoyan la regulación del bienestar animal como un mecanismo para aumentar el reconocimiento del valor intrínseco de los animales no humanos. Él considera que dicha postura es inconsistente, pues en la práctica legitima el uso de animales no humanos y refuerza dicho uso, ya que la ciudadanía apela a dicho trato ético para continuar consumiendo productos de origen animal.

## Una teoría de los derechos animales basada en la sola sintiencia
En Introduction to Animal Rights: Your Child or the Dog? (2000), Francione defiende que una teoría abolicionista no debería requerir que los animales tuvieran características cognitivas más allá de la sintiencia para ser considerados miembros de la comunidad moral, lo cual incluiría el derecho básico y pre-legal a no ser propiedad de los humanos. Rechaza la posición de que los animales no humanos deban tener características cognitivas similares a las humanas, como el lenguaje, cierto desarrollo intelectual o determinada autonomía para tener el derecho a no ser usados. Francione deriva este derecho del principio de igual consideración, por el cual mantiene que si los animales son considerados una propiedad, sus intereses no pueden recibir una consideración igual.
En relación con esto, Francione señala que las personas viven en una esquizofrenia moral en su relación con el resto de animales. Por una parte, tomamos los intereses de los animales no humanos en serio, hasta el punto de que muchas personas viven con animales a los que consideran como un miembro más de la familia, y atribuyéndoles un valor moral intrínseco. Por otra parte, a causa de que los animales no humanos son considerados una propiedad, las personas emplean un sinfín de productos de origen animal, y sólo tienen en cuenta a los animales no humanos cuando suponen un beneficio económico.

## El movimiento por los derechos animales
La posición de Francione difiere significativamente de otros autores, como Peter Singer, autor de Liberación animal. Singer, que puede ser considerado como filósofo utilitarista, rechaza los derechos morales como materia general, mientras que acepta el hecho de la capacidad por qué los animales no-humanos puedan sentir placer o dolor, y de este modo entren en cierto estatus moral humano. Mantiene que las discusiones sobre la muerte o no de animales no-humanos por parte de seres humanos, pueden ser definidas a partir de un cálculo de intereses "igualitario", donde las partes en conflicto salgan igualmente beneficiadas. En definitiva, el desacuerdo que tienen Singer y Francione consiste en el "estatuto" de propiedad que pueden llegar a tener los animales no humanos, mientras el primero no tiene una posición clara al respecto, el segundo sí hace una fuerte crítica, considerando que: "No rechazar el estatuo de propiedad en los animales es igual a no rechazar la esclavitud humana" (En: El error de Bentham (y el de Singer), Teorema, Vol. XVIII/3, 1999).
Francione también se diferencia en su postura de Tom Regan, autor de The Case for Animal Rights y Jaulas vacías. Regan defiende una postura abolicionista, pero la limita a los animales que tienen características cognitivas que van más allá de la sola sintiencia. Aparte, Regan mantiene que la muerte supone siempre un daño superior para los humanos que para los no-humanos. Según Francione, aunque Regan se distancia de la posición de Singer, dicho aspecto es muy cercano a la visión de Singer según la cual la muerte en sí no sería un problema para la mayoría de no-humanos. Además, Francione señala que nuestra incapacidad para comprender el significado de la muerte de los no-humanos no significa que un animal sintiente no tenga interés en una existencia continuada.

## Influencia de Gary L. Francione
Gary L. Francione ha ejercido una importante influencia dentro del movimiento por los derechos animales, lo cual ha llevado a diversos activistas y organizaciones a modificar sus líneas de actuación, y pasar a centrarse en la defensa del veganismo y las críticas al especismo dentro de una línea abolicionista.